# Geophis bellus
Espèce
Statut de conservation UICN

 DD  : Données insuffisantes
Geophis bellus  est une espèce de serpents de la famille des Dipsadidae.

## Répartition
Cette espèce est endémique du Panama. Elle se rencontre entre 600 et 800 m d'altitude.

## Description
L'holotype de Geophis bellus, un mâle adulte, mesure 201 mm dont 32 mm pour la queue. Cette espèce a le dos et la face ventrale noir brillant et présente une marque blanche à l'arrière de la tête.

## Étymologie
Son nom d'espèce, du latin bellus, « beau, charmant », lui a été donné en référence à l'élégance de ce petit serpent.

## Publication originale
- Myers, 2003 : Rare Snakes—Five New Species from Eastern Panama: Reviews of Northern Atractus and Southern Geophis (Colubridae: Dipsadinae). American Museum Novitates, no 3391, p. 1-47 (texte intégral).